# Tändelei
Tändelei, op. 309, är en polkamazurka av Johann Strauss den yngre. Den framfördes första gången den 21 augusti 1866 i Volksgarten i Wien.

## Historia
Efter Napoleonkrigen förenades de tyska staterna och Österrike 1815 i ett löst förbund med Österrike som den ledande makten. I april 1866 hade Preussen allierat sig med Italien mot Österrike och alla tre länderna mobiliserade sina arméer. Den 14 maj avmarscherade Österrikes trupper från Wien. I en spontan och patriotisk gest erbjöd Johann Strauss sitt hem "till inhysning av sårade officerare om så erfordas", och de tre bröderna Strauss skänkte intäkterna från sina konserter till "humanitära ändamål". Den 17 juni proklamerade kejsare Frans Josef I av Österrike att kriget hade brutit ut och trots att Österrike i början segrade över de italienska styrkorna till land i Custoza och till sjöss vid Lissa, led de norra styrkorna nederlag vid Königgrätz den 3 juli. Vid freden i Prag den 23 augusti 1866 tvingades Österrike avträda Venedig till Italien och Österrike uteslöts från det tyska förbundet för all framtid.
Den politiska situationen hade en negativ inverkan på nöjeslivet i Wien under denna tid. Kejsar Frans Josefs födelsedag skulle firas den 17 augusti (dagen före den egentliga födelsedagen) med fyrverkerier och musik i Volksgarten, men på grund av dåligt väder fick evenemanget ställas in två gånger. Först den 21 augusti kunde festen hållas och Johann Strauss bidrog med en ny polkamazurka som han dirigerade själv.

## Om polkan
Speltiden är ca 4 minuter och 41 sekunder plus minus några sekunder beroende på dirigentens musikaliska tolkning.